# Дача Клейнмихель
Дача М. Э. Клейнмихель — бывший загородный особняк графини Марии Клейнмихель на Каменном острове в Санкт-Петербурге. Салон на даче Клейнмихель был одним из наиболее влиятельных в городе, его посещали императорская семья и высшая аристократия. Усадебный комплекс сложился в конце XIX — начале XX века при участии архитекторов И. П. Претро, Ф. Ф. фон Постельса, К. К. Мейбома.

## История

### Участок и первые владельцы
В 1820-х годах на Каменном острове процветало дачное строительство. Участок на месте будущей дачи Клейнмихель в 1834 году был пожалован актёру Э. Женьесу указом великого князя Михаила Павловича. По его заказу архитектор Андрей Штакеншнейдер возвёл небольшой каменный особняк с мезонином, выдержанный в традиционном классическом стиле. 22 сентября 1836 года дачу выкупил коллежский секретарь фон Кельдерман. При этом владельце за счёт намытых территорий у дачи разбили сад. К 1874 году дом сгорел и в 1876 году был перепродан И. А. Верховцевой. По проекту архитектора Алексея Трамбицкого (по иным источникам — Георгия Прейса) на старом фундаменте был построен новый двухэтажный дом, который расширили пристройкой со стороны реки. Супруг новой хозяйки Сергей Фёдорович был купцом первой гильдии и поставщиком императорского двора, он заведовал семейной ювелирной фирмой «Верховцев», производившей серебряные и бронзовые изделия.

### Начало XX века
В 1893 году Верховцева продала дом и участок графине Марии Клейнмихель. О дальнейших перестройках информация отличается в разных источниках: в сборнике под редакцией Б. М. Кирикова утверждается, что в 1901 году сын Георгия Прейса пристроил к зданию деревянный флигель и каменный вестибюль (автор статьи — сотрудник КГИОП Елена Борисовна Яковлева). По сведениям искусствоведа Веры Витязевой и Андрея Гусарова, по заказу графини в 1904 году архитектор Ипполит Претро перестроил существовавший дом в готическом стиле.
В 1909 году часть земли продали Люции Чинизелли, супруге владельца цирка Чинизелли Сципиона. Вплотную к дому Клейнмихель для неё был построен дом по проекту Фёдора фон Постельса. Вход в особняк Чинизелли шёл через парадный вестибюль дома Клейнмихель. В том же году дачу оградили фигурной кованой решёткой, звенья в двустворчатых воротах которой складывались в монограммы владелицы. Чтобы объединить дома в единый гармоничный ансамбль, в 1911—1912 годах была предпринята ещё одна перестройка, под руководством архитектора Карла Карловича Мейбома (1879—1938).
Интерьеры особняка отличались роскошным декором и были отделаны ценным деревом, мрамором, украшены резными колоннами и лепниной: скульптурными фризами, цветами, фигурками амуров. В вестибюле, отделанном дубовыми панелями, стоял камин с изразцовой керамической плиткой, от него шла на галерею лестница с резными перилами и балюстрадой. В Большой гостиной стоял мраморный камин с зеркалом, который поддерживали кариатиды, а у подножья располагались два сфинкса, головы и грудь у которых были в облике дам XVIII века. В столовой был устроен второй свет через фонарь на крыше, а пол выложен сложным наборным паркетом.
Салон Марии Клейнмихель был одним из самых популярных в Петербурге, его посещали представители высшей аристократии, иностранные послы, представители мира искусства. Балы-маскарады у графини считались лучшими в городе. К каждому из них тщательно готовились, например, на масленицу 1914 года эскизы костюмов создавал Леон Бакст. В мемуарах Клейнмихель записана история, как ей мстили за отказ в приглашении. Оскорблённый Павел Родзянко спустя почти полгода, с началом Первой мировой войны, стал распространять слух, что «графиня Клейнмихель в коробке от шоколада послала императору Вильгельму план мобилизации». Буквально в течение нескольких дней новость о том, что графиню повесили за измену, была напечатана в нескольких газетах и даже от персидского шаха был телеграфный запрос послам на эту тему. Хотя в Петербурге мало кто из светского общества поверил этой истории, в 1917 году слухи о связи с немецким императором стали причиной доносов на Клейнмихель.
В годы Первой мировой войны графиня Клейнмихель отдала дом под госпиталь и из личных средств оплачивала его содержание.

### После революции
В первые дни февраля 1917 года графиню задержали: согласно доносам, она стреляла «с крыши дома из пулемёта по революционным отрядам» и «вела переговоры по телефону с императором Вильгельмом». В силу абсурдности обвинений через несколько дней Марию Клейнмихель отпустили. Вернувшись в свой дом на Каменном острове, она обнаружила особняк пострадавшим от погрома: солдаты разграбили винный погреб и стреляли по портретам Романовых. В дни октябрьского переворота она повесила на дверь объявление «Вход строго воспрещён. Этот дом принадлежит Петросовету. Графиня Клейнмихель арестована и помещена в Петропавловскую крепость», чтобы спасти особняк от дальнейшего разграбления. В 1918 году графиня смогла покинуть Россию, получив паспорт через посольство Швеции.
В 1920 году дачу Клейнмихель переделали в клуб домов отдыха для рабочих. В 1940—1960-х годах она была отдана под коммунальное жильё. В 1972 году дом передали Горздравотделу, тогда был утрачен весь декор и снесён примыкавший к восточной стороне деревянный флигель. С 1976 года дача принадлежала Балтийскому морскому пароходству, по инициативе которого в 1978—1984 годах был проведён частичный ремонт с приспособлением особняка под дом отдыха. В этот период были окончательно утрачены оригинальные интерьеры и снесён дом Чинизелли.
В 1982 году в особняке проходили съёмки сериала «Приключения Шерлока Холмса и доктора Ватсона, Сокровища Агры» — дачу Клейнмихель сделали домом Бартоломью Шолто.
В 2004 году под руководством Р. М. Даянова началась реставрация дачи. Работы должны были завершиться к маю 2009 года, однако были остановлены из-за финансового кризиса.